# 여양공주
여양공주(중국어: 汝陽公主, 생몰년 미상)는 명 태조 주원장의 15녀이고, 어머니는 혜비 곽씨이다. 영가공주와 동복자매이다.
홍무 27년 7월 27일 (1394년 8월 23일), 공주가 사달에게 하가하였다. 영락 22년 11월 임신일 (1424년 11월 21일), 여양대장공주로 진봉하였다. 이후, 공주는 장공주로 진봉하였고, 대장공주로 불렸다. 경태 4년, 조정에서 백성들을 보내어 공주의 묘를 지키게 하였다.